# Петровское заговенье
Петровское заговенье — у православных славян праздник, посвящённый проводам весны, приуроченный к следующему после Троицы воскресенью — накануне Петрова поста; местами — понедельник, первый день поста.

## Другие названия
рус. Всесвятское, Русальное, Русальское, Русалкино, Ярилино, Крапивное, Яишное, Качальное, Луговое заговенье; сербохорв. Пресвета, Петрове покладе, Сви свети, Водена недеља, Мале Троjце.

## Традиции
По мнению некоторых исследователей Петровский пост был введен для отвлечения людей от купальской обрядности. В Петровское заговенье заканчивалась весна и наступало пролетье, в этот день проводились ритуалы, связанные с идеей умирания и воскресения.
На Руси проходили молодёжные гулянья, в которых принимали участие также молодые мужчины и женщины. Гулянья начинались с раннего утра или с обеда, продолжались до позднего вечера, а иногда шли всю ночь. Местом их проведения были обычно берега рек и озёр, где разводили костры, устраивали трапезы. Парни и девушки купались, мужчины и женщины принимали угощение, переходя от костра к костру. После захода солнца все раздевались и купались вместе. Затем старшие уходили домой, а молодежь продолжала гулять и развлекаться до самого утра.
В Новгородской губернии парни и девушки веселились весь день, а на закате шли с цветами и травами за околицу, обходили её кругом, а затем направлялись к полю. В момент, когда солнце скрывалось за горизонт, все становились на колени, кланяясь земле и восклицая: «Прощай, весна красная, прощай! Ворочайся скорее опять!». Затем с песнями шли на берег реки, где водили хороводы. Подобный обряд проводился и во Владимирской губернии, где прощаться с весной отправлялись все жители деревни во главе с девушками и молодыми женщинами.
В этот день в разных районах проводились обряды похорон-проводов русалки, соловушки, Горюна, Ярилы, Костромы, Чехони и т. д. Молодёжь изготавливала из соломы и старых вещей чучело (иногда с подчеркнутыми признаками пола), затем с плачем, причетанием и криком несли его к реке или на поле и там топили его или, разрывали на мелкие куски, разбрасывая их по полю.
«Яишным заговеньем» называли день в Вологодской губернии, в Васеляновской волости Кадниковского уезда его праздновали его во всех деревнях. Утром, после домашнего угощенья пирогом с яйцами, молодёжь шла к качелям, которые устраивались в постоянных местах. Качали молодёжь крестьяне — хозяева качелей, за плату. За катанье на качелях можно было в этот день расплатиться яйцами. С полудня начинались игры, песни и пляски. Главными в этот день были игры с яйцами: «перебой», «защурья», «по лотку».
Яичным называлось заговенье и в некоторых местах Тюменского уезда. Там ближе к полудню народ шёл на берег реки, где разводили костры и варили яйца, окрашивая их в красно-коричневый цвет луковичной шелухой. У костров присаживались семьями, иногда по две-три семьи, а молодёжь поблизости катала яйца, водила хороводы. Затем проходили игры и состязания молодёжи. Завершался праздник вечером купаньем в реке; при этом горели костры, а мужчины стреляли из ружей. После купанья взрослые возвращались домой, а парни и девушки водили хоровод и играли всю ночь.
Игры, как правило, были связаны с любовно-брачной тематикой: «ящер», «горелки», «пятнашки», «коршун», игры с мячом («мячевуха», «в барыши» и др.).